# عائشة سالم
عائشة سالم سيف مبارك سياسية بحرينية.

## السيرة
ولدت عائشة في العاصمة المنامة. حصلت على دكتوراه في إدارة نظم المعلومات من جامعة لفيرا ببريطانيا وماجستير في إدارة المعلومات والاتصال الجماهيري من جامعة مانشستر ببريطانيا.
عملت معلمة في وزارة التربية والتعليم ثم مديرة مركز معلومات المرأة والطفل ثم رئيسة قسم المعلومات بمشروع جلالة الملك حمد لمدارس المستقبل (التعليم الإلكتروني) ثم مديرة إدارة التخطيط والمشاريع التربوية. تم تعيينها عضوة في مجلس الشورى من 2006 إلى 2014.